# 蘇亮
蘇 亮（そ りょう、生年不詳 - 551年頃）は、中国の北魏末から西魏にかけての著作家・政治家。字は景順。本貫は武功郡。

## 経歴
泰山郡太守の蘇祐の子として生まれた。博学で文章を好み、秀才に挙げられた。洛陽に上京して河内の常景と会い、その器量を評価された。斉王蕭宝寅に召されて参軍となった。後に蕭宝寅が府を開くと、蘇亮はその府主薄となった。蕭宝寅の西征に従い、記室参軍に転じた。蕭宝寅が大将軍となると、蘇亮はその掾となった。蕭宝寅は蘇亮を重んじて、檄文や謀議のことを委ねた。蘇亮は行武功郡事をつとめて、名声があった。527年、蕭宝寅が乱を起こすと、蘇亮は黄門侍郎となった。蕭宝寅が敗死すると、その部下たちの多くも禍に遇ったが、蘇亮は命長らえた。530年、長孫稚や爾朱天光らが西征すると、蘇亮は郎中となり、文章をつかさどった。鎮軍将軍・光禄大夫・散騎常侍・岐州大中正に累進した。532年、賀抜岳が関西行台となると、蘇亮は召されて左丞となり、機密をつかさどった。
534年、孝武帝が関中に入ると、蘇亮は吏部郎中に任ぜられ、衛将軍・右光禄大夫の位を加えられた。536年、給事黄門侍郎となり、中書舎人を兼ねた。西魏の文帝の子の宜都王元式が秦州刺史となると、蘇亮は秦州司馬となった。541年、再び黄門侍郎となり、驃騎将軍の位を加えられた。542年、都官尚書・使持節に転じ、北華州刺史を代行し、臨涇県子に封ぜられた。中書監に任ぜられ、著作を兼ね、国史の修撰にあたった。548年、秘書監・車騎大将軍・儀同三司となり、まもなく大行台尚書に任ぜられ、岐州刺史として出向した。551年、召還されて侍中となった。在官のまま死去した。本官を追贈された。従弟の蘇綽とともに名を知られ、著書数十篇が世に行われた。
子の蘇師が後を嗣いだ。

## 伝記資料
- 『周書』巻三十八 列伝第三十
- 『北史』巻六十三 列伝第五十一